# Udea ferrealis
Udea ferrealis is een vlinder uit de familie van de grasmotten (Crambidae), uit de onderfamilie van de Spilomelinae. De wetenschappelijke naam van deze soort is voor het eerst voorgesteld als Pionea ferrealis door George Francis Hampson in een publicatie uit 1900.
De soort komt voor in Zuidoost-Siberië in het gebied van de Amoer.